# Mural Global

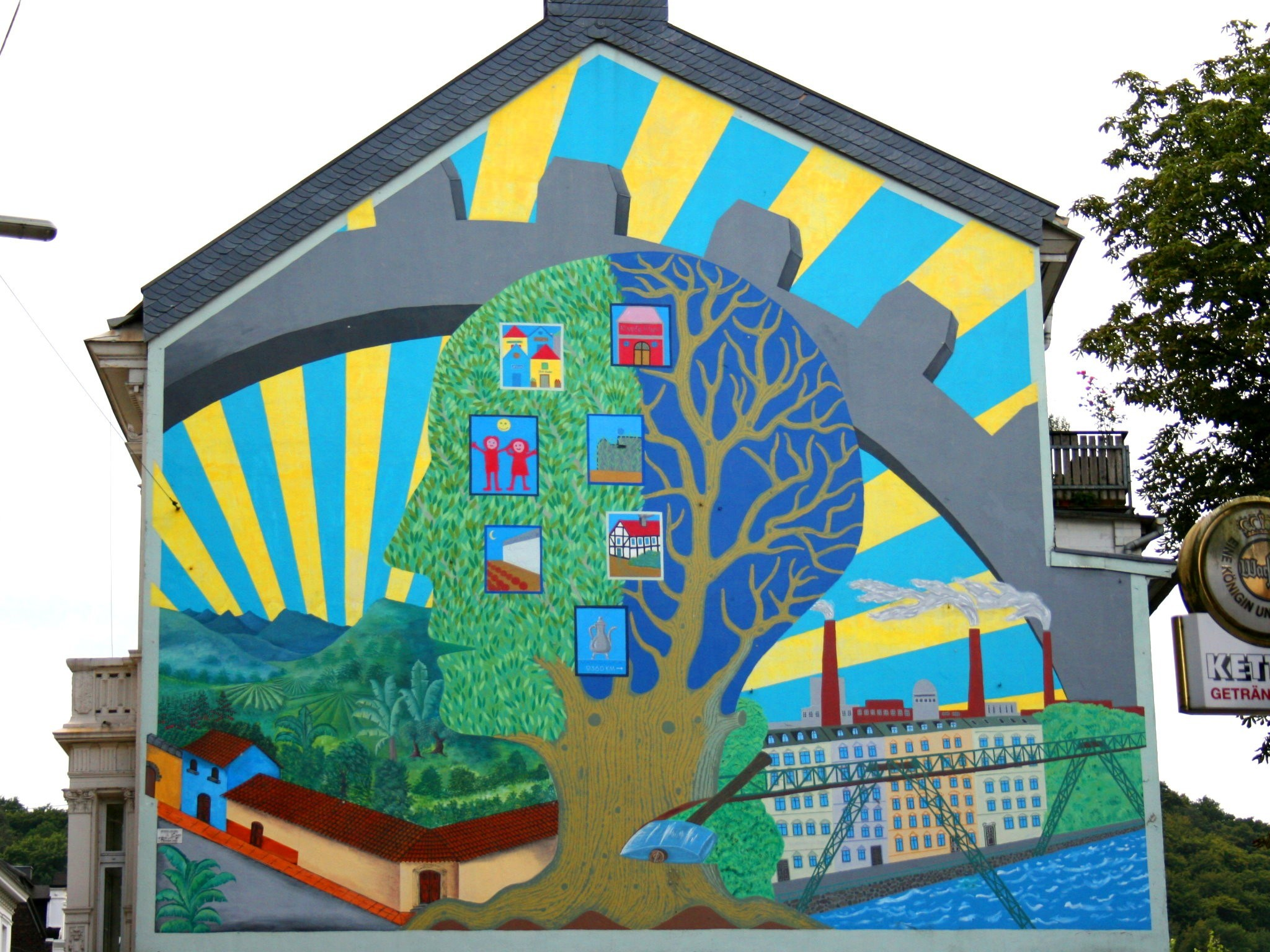
Simonstraße 26 Wuppertal

Mural Global ist ein weltweites Wandmalprojekt, das der Verein „Farbfieber e.V.“ aus Düsseldorf zusammen mit dem verantwortlichen Künstler Klaus Klinger im Jahr 1998 im Rahmen der Agenda 21 unter der Schirmherrschaft der UNESCO ins Leben gerufen haben. Sinn des Projektes ist es, über die Botschaft der Bilder in einen Dialog mit anderen Kulturen über den Zustand der Welt und zur Globalisierung zu treten und Alternativen zur Verbesserung der Lebensqualität zu finden. Seit 2003 wurde das Projekt „Mural Global“ mit dem Projekt „Mural Mobil“ ergänzt.

## Entwicklung
Im Rahmen des Projektes Mural Global sind bisher weltweit mehr als 100 öffentliche Wandbilder entstanden, die von Künstlerinnen und Künstlern aus unterschiedlichen Kulturen innerhalb von vier bis sechs Wochen an exponierten Wänden von öffentlichen Gebäuden erstellt wurden. Neben Deutschland nahmen dabei mehr als 25 Länder teil, darunter Indien, Kuba, Brasilien, Nicaragua, Chile, Namibia, Senegal, Südafrika, Zimbabwe, Lettland, Spanien, Türkei und die USA.
In Deutschland wird das Projekt hauptsächlich von der Organisation Eine Welt unterstützt, die bei den bürokratischen Genehmigungen, bei der Auswahl der Künstlergruppen, bei der Akquise örtlicher Sponsoren und bei der Gestaltung des Rahmenprogramms behilflich ist. Darüber hinaus werden vor Ort ansässige Jugendliche mit einbezogen, die ihre eigenen Ideen einbringen können und durch die Zusammenarbeit mit den ausländischen Künstlergruppen einen speziellen Blick auf das Land und die Menschen entwickeln sollen.
Mural Global wurde 2001 von der UNESCO ausgewählt als offizieller deutscher Beitrag für das UN-Jahr: „Dialog zwischen den Kulturen“. Darüber hinaus erhielt der Verein Farbfieber e.V. im Jahr 2002 für seine Initiative und Organisation von Mural Global den Innovationspreis des „Fonds Soziokultur“.
Seit 2003 wurde das Projekt durch „Mural Mobil“ unter Beibehaltung der soziokulturellen Aspekte ergänzt. Hierbei werden die Bilder auf Netzvinyl erstellt und können zu bestimmten Anlässen temporär an Baustellen oder Hauswänden als Blickfang angebracht werden.

## Wandbilder im Rahmen von Mural Global (Auswahl)

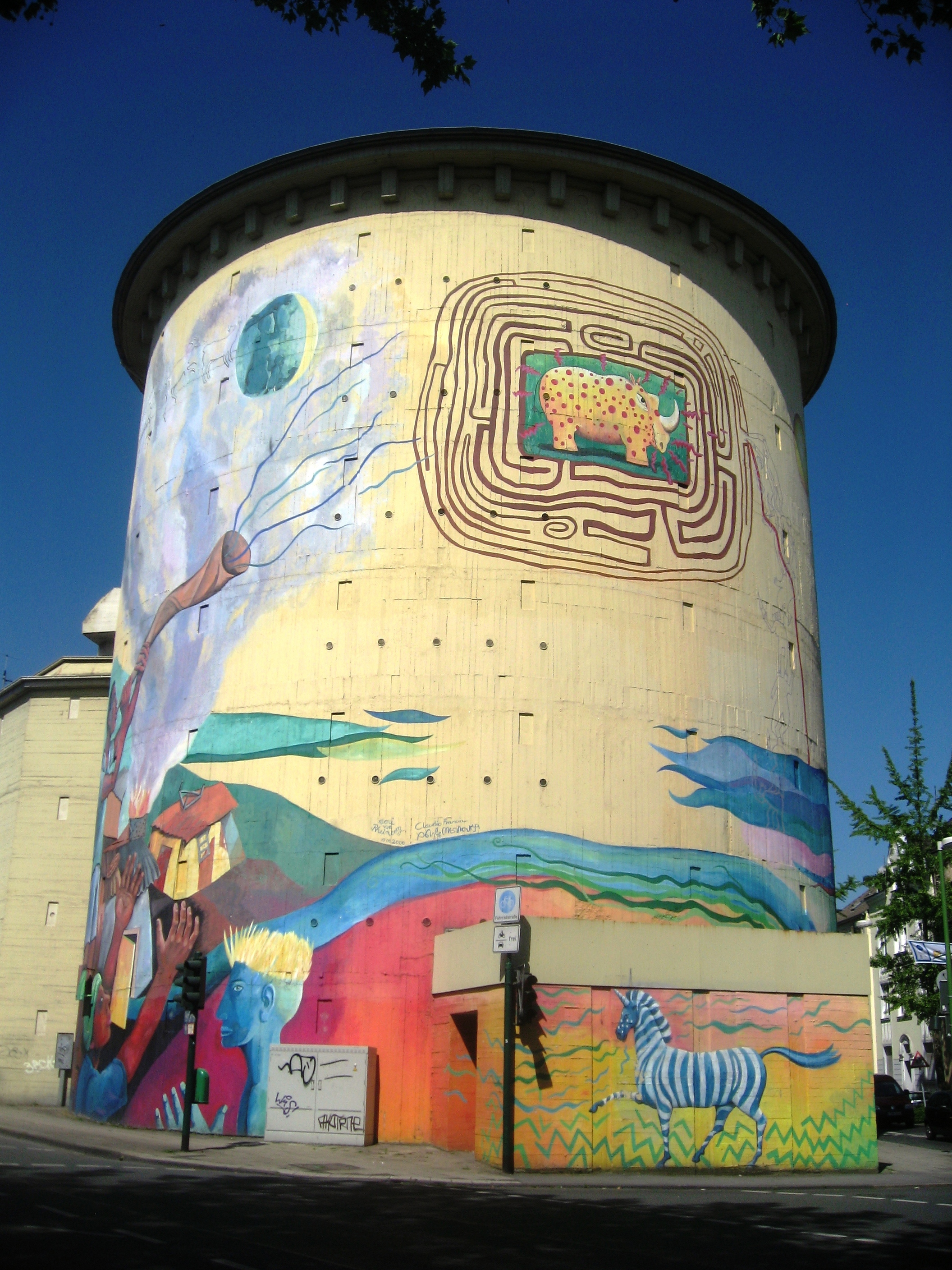
Anna Bunker Essen

- Arpana Caur schuf zusammen mit dem deutschen Maler Sönke Nissen-Knaack im Jahr 2000 zwei große Wandmalereien an Außenfassaden in Hamburg-Altona[1] und Neu-Delhi.[2]
- Heinz Velten und andere realisierten im Jahr 2000 Wandmalerei am Haus Simonstraße 26 in Wuppertal[3]
- Moni van Rheinberg schuf im Jahr 2000 gemeinsam mit den Künstlern Xholile Mtakatyka (Südafrika) und Claudio Francia (Chile) ein über 1000 m² großes Wandbild am „Anna-Bunker“ in Essen-Altendorf
- Künstler aus Kuba und aus Deutschland gestalteten von Mai bis Juni/Juli 2000 ein Wandbild  am Torhaus 5, Alleestraße 144 in Bochum[4]
- In Hagen erstellte im Jahr 2000 der Künstler RappaPort mit Xholile Mtakatya aus Südafrika am alten Hochbunker das Wandgemälde „Wasser ist Leben“.[5]
- Wandgemälde am Bunker Ecke Gielenstraße / Adolf-Flecken-Straße in Neuss mit Künstlern aus Deutschland, Kolumbien und Lettland, September 2000[6]
- Daniel Man realisierte im Jahr 2000, damals noch unter seinem Graffiti-Namen Codeak, gemeinsam mit den brasilianischen Graffiti-Künstlern Os Gêmeos, ein großes Wandbild in Hildesheim mit dem Titel Kommunikation[7]
- Daniel Man erstellte im Jahr 2001 ein weiteres 300 m² großes Wandbild, gemeinsam mit den brasilianischen Graffiti-Künstlern Os Gêmeos, Vitché, Herbert Baglione und Nina Pandolfo sowie mit den deutschen Graffiti-Künstlern Loomit, DAIM und Tasek, in São Paulo, Brasilien[8]
- Nach einem ersten Mural Global-Projekt in Rostock im Jahr 2004, entstanden 2005 weitere Wandbilder in Schwerin, Greifswald und Wismar mit Künstlern aus Zimbabwe, Brasilien und Bolivien[9]
- Im Rahmen des kulturellen Austausches der Partnerstädte Kapstadt und Aachen wurden in beiden Städten zwischen 1999 und 2011 mehrere Kunstwerke angefertigt,[10] darunter in Aachen:
  - Wandbilder am ehemaligen Bunker am Sandkaulpark (2000), am Inda- und Rhein-Maas-Gymnasium Aachen (2003/2004) und am Welthaus am Haltepunkt Aachen Schanz (2005) sowie in Kapstadt:
  - Wandbilder am Desmond-Tutu-Center (2001), an der Zenzeleni Primary School (2004), am Zenzele Trainings Center (2005), an der Fairview und an der Parkwood Primary School (2008/2010),

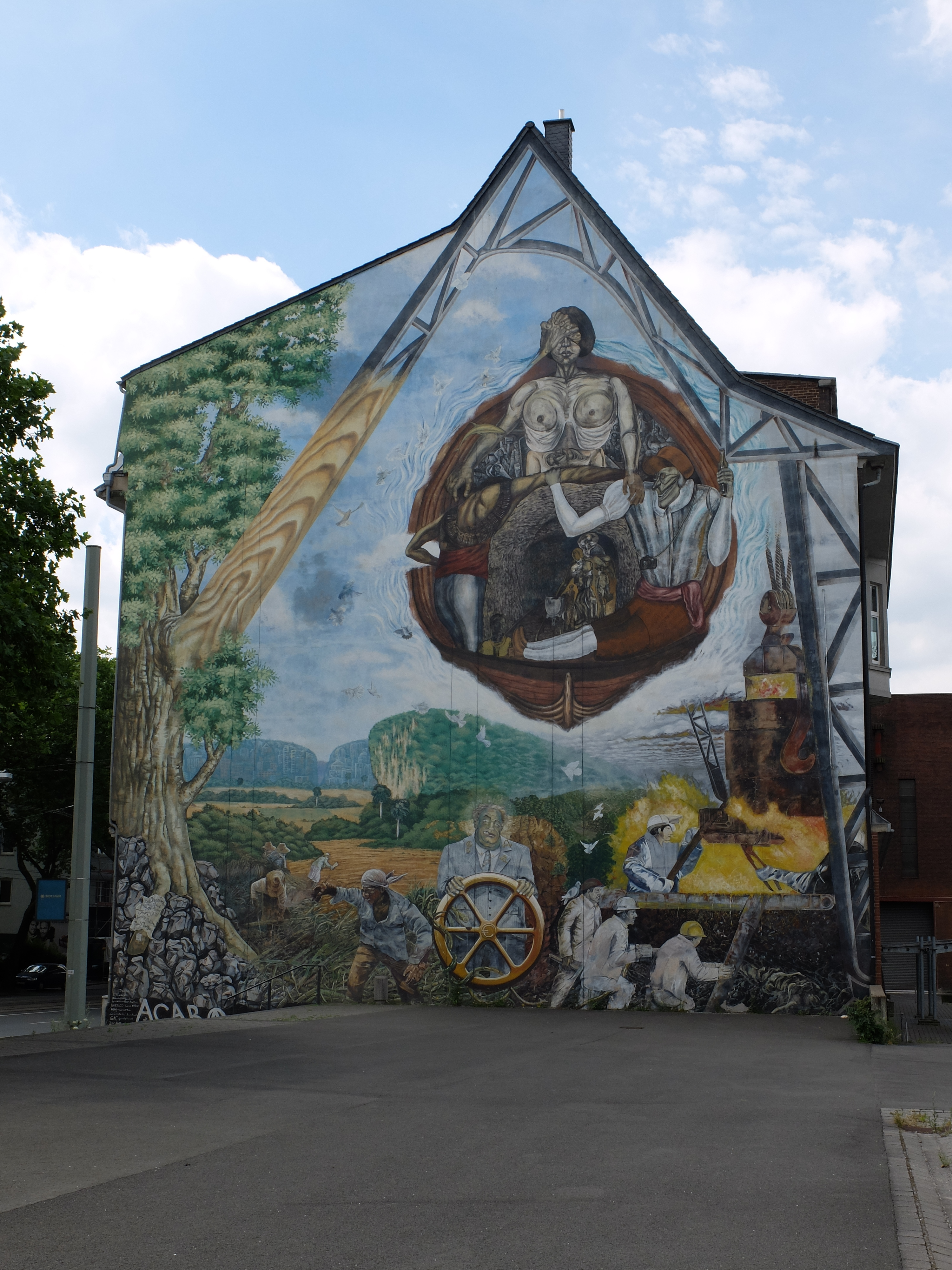
Torhaus 5, Bochum
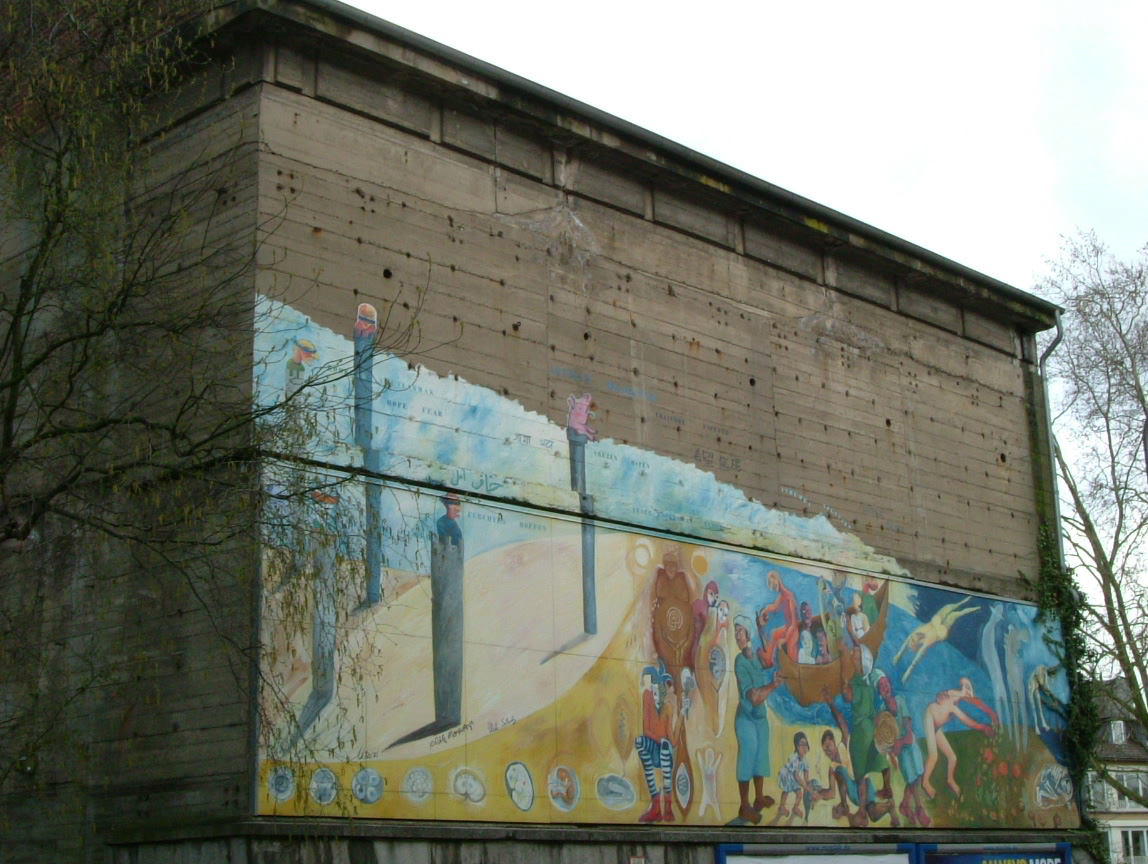
Ehemaliger Bunker Sandkaulpark Aachen
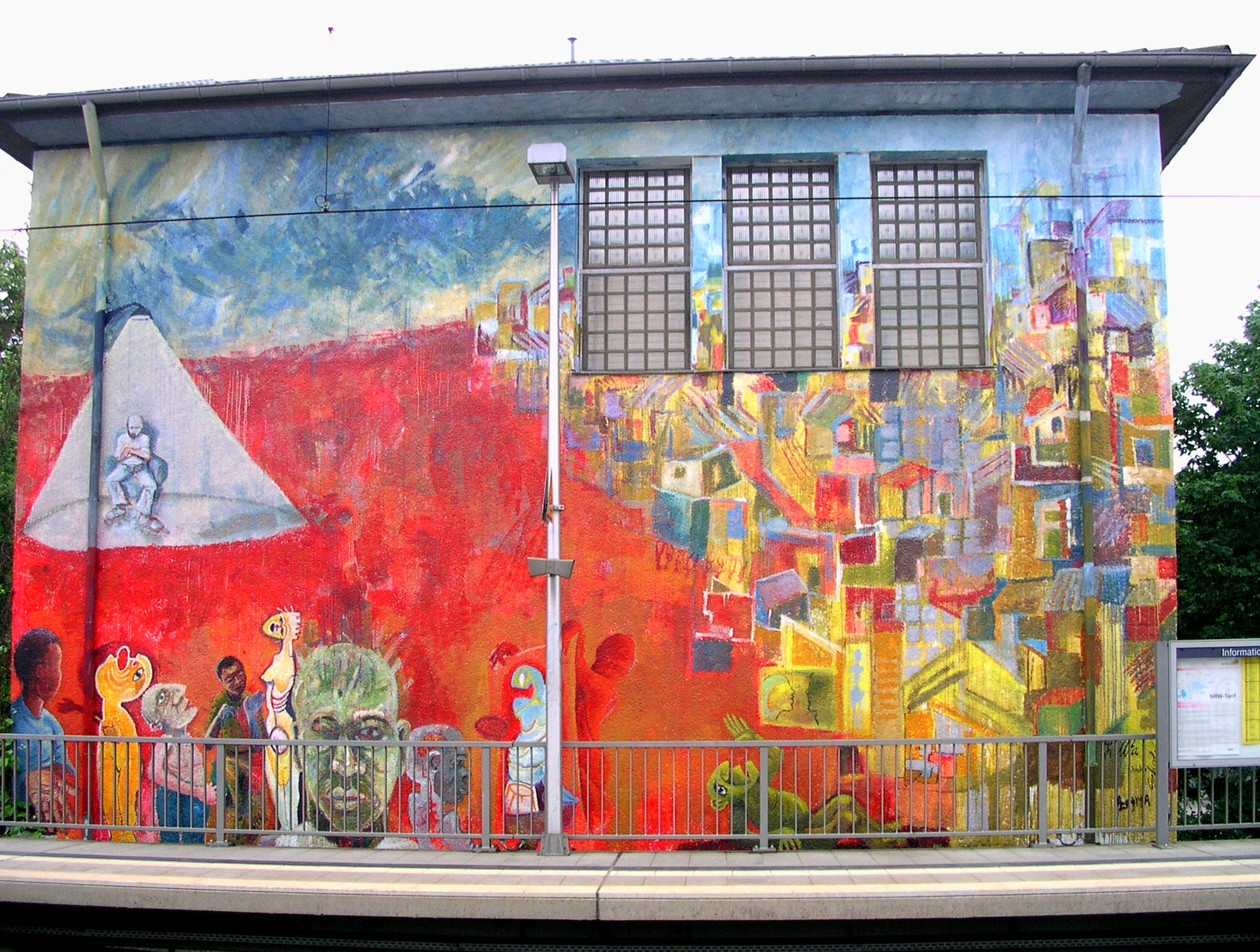
Haltepunkt Aachen Schanz